# Paul Cocuet
Paul Albert Cocuet fue un deportista francés que compitió en remo. Ganó cuatro medallas de oro en el Campeonato Europeo de Remo, en los años 1894 y 1895.

## Palmarés internacional
| Campeonato Europeo | Campeonato Europeo | Campeonato Europeo | Campeonato Europeo |
| Año                | Lugar              | Medalla            | Prueba             |
| ------------------ | ------------------ | ------------------ | ------------------ |
| 1894               | Mâcon (Francia)    | Medalla de oro     | Cuatro con timonel |
| 1894               | Mâcon (Francia)    | Medalla de oro     | Ocho con timonel   |
| 1895               | Ostende (Bélgica)  | Medalla de oro     | Cuatro con timonel |
| 1895               | Ostende (Bélgica)  | Medalla de oro     | Ocho con timonel   |